# Lenny Rubin
Lenny Rubin (Unterseen, 1 de febrero de 1996) es un jugador de balonmano suizo que juega de lateral izquierdo en el TVB 1898 Stuttgart de la Bundesliga. Es internacional con la selección de balonmano de Suiza.
Su primer gran campeonato con la selección fue el Campeonato Europeo de Balonmano Masculino de 2020.
Es hijo del entrenador de balonmano, y exjugador, Martin Rubin.

## Palmarés

### Wacker Thun
- Liga de balonmano de Suiza (1): 2018
- Copa de Suiza de balonmano (1): 2017

## Clubes
| Club               | País     | Año         |
| ------------------ | -------- | ----------- |
| Wacker Thun        | Suiza    | 2015 - 2018 |
| HSG Wetzlar        | Alemania | 2018 - 2024 |
| TVB 1898 Stuttgart | Alemania | 2024 - Act. |